# Гаплогруппа G (мтДНК)
Гаплогруппа G — гаплогруппа митохондриальной ДНК человека.

## Происхождение
Гаплогруппа G происходит от подкласса М12 гаплогруппы M. Гаплогруппа G делится на подклассы G1, G2, G3 и G4.
Субклады G1 и G2a распространены среди коряков и ительменов. G1 достигает у негидальцев 27,3 %.

## Распространение
Предполагается, что гаплогруппа возникла в Восточной Азии. В настоящее время G с наибольшей частотой встречается на северо-востоке Сибири. Также гаплогруппа G встречается с меньшей частотой у населения севера Восточной Азии и Центральной Азии. Однако, в отличие от других митохондриальных гаплогрупп, типичных для населения северо-восточной Азии (например, гаплогруппы A, гаплогруппы C и гаплогруппы D), гаплогруппа G не обнаружена у индейцев.

## Палеогенетика
- G1b определили у образца Kolyma1 со стоянки Дуванный яр (9769 лет до настоящего времени) из Якутии[5].
- G1a1a определили у образца NE45 (9425 — 9029 л. н.) из Амурской области в Китае[6].
- G2a1 определили у мезолитического образца cta016	из Забайкалья (6469 лет до настоящего времени)[7].
- G2b1a определили у образца Th531 (ок. 1600 л. н.) и у образца Th530 (ок. 1670 л. н.) из железного века Таиланда[8].
- G2a1 определили у образца I4784 (Kyzyl Bulak 1, 3516 л. н.) из среднего/позднего бронзового века Казахстана (Kyzylbulak_MLBA2)[9].
- G2a является минорной линией у представителей тагарской культуры[10].
- G1b выявлена у представителя охотской культуры[11].
- G3a1 определили образцов из висячих гробов из Юньнани, северного Таиланда и Гуанси, G2b1a — из северного Таиланда[12].
- G1b определили у образцов токаревской культуры (вторая половина 1 тыс. до н. э. — начало 1 тыс. н. э.) со стоянки Ольская на мысе Восточный (Ольский) в Магаданской области[5].
- G2a5 определили у образца с кладбища в Гродовице[англ.] (гмина Бейсце, Польша), датируемого средневековым периодом (XI–середина XIII века)[13]
- G1b определили у образца КМТ001 (Kamchatka_500uncalBP, 1646 ± 68 год) с Камчатки (а также у образцов КМТ002 и КМТ003)[14].
- G1 определили у образца HuaqiaoNL26 (513—325 лет до настоящего времени) из Китая (Гуанси-Чжуанский автономный район)[15].